# Neuenhaus (Katterbach)
Neuenhaus ist ein Ortsteil im Stadtteil Katterbach der Stadt Bergisch Gladbach im Rheinisch-Bergischen Kreis.

## Etymologie
Mundartlich heißt Neuenhaus om neuen Huus, auch op de Kleuelshüh. Vermutlich ist die Siedlung jüngeren Datums (18. Jahrhundert). Eine andere Deutung des Namens bezieht sich auf den Familiennamen Neu.

## Lage und Beschreibung
Neuenhaus liegt östlich der Kempener Straße nördlich des Katterbachs am Neuenhauser Weg.

## Geschichte
Carl Friedrich von Wiebeking benennt die Hofschaft auf seiner Charte des Herzogthums Berg 1789 als Neuhaus. Aus ihr geht hervor, dass Neuenhaus zu dieser Zeit Teil der Honschaft Paffrath im gleichnamigen Kirchspiel war.
Unter der französischen Verwaltung zwischen 1806 und 1813 wurde das Amt Porz aufgelöst und Neuenhaus wurde politisch der Mairie Gladbach im Kanton Bensberg zugeordnet. 1816 wandelten die Preußen die Mairie zur Bürgermeisterei Gladbach im Kreis Mülheim am Rhein. Mit der Rheinischen Städteordnung wurde Gladbach 1856 Stadt, die dann 1863 den Zusatz Bergisch bekam.
Der Ort ist auf der Topographischen Aufnahme der Rheinlande von 1824 als Neuhaus und auf der Preußischen Uraufnahme von 1840 als Am neuen Hause verzeichnet. Ab der Preußischen Neuaufnahme von 1892 ist er auf Messtischblättern regelmäßig als Neuhaus, später Neuenhaus oder ohne Namen verzeichnet. Neuenhaus war Teil der politischen Gemeinde und Pfarrgemeinde Paffrath.
Aufgrund des Köln-Gesetzes wurde die Stadt Bensberg mit Wirkung zum 1. Januar 1975 mit Bergisch Gladbach zur Stadt Bergisch Gladbach zusammengeschlossen. Dabei wurde auch Neuenhaus Teil von Bergisch Gladbach. Mit der Festlegung von Stadtteilen in Bergisch Gladbach Anfang der 2000er Jahre wurde Neuenhaus Teil von Katterbach.
| Jahr | Einwohner | Wohn- gebäude | Kategorie |
| ---- | --------- | ------------- | --------- |
| 1845 | 7         | 3             | Hofstelle |
| 1871 | 23        | 5             | Hofstelle |
| 1885 | 45        | 6             | Wohnplatz |
| 1895 | 34        | 7             | Wohnplatz |
| 1905 | 51        | 8             | Wohnplatz |